# Debela Margareta
Debela Margareta (est.: Paks Margareeta , njem.: Dicke Margarethe) jedna je od najznačajnijih kula u Tallinnu. Danas je u njoj smješten Estonski pomorski muzej.
Kula je sagrađena početkom 16. stoljeća (od 1511. do 1530.) prilikom rekonstrukcije sustava srednjovjekovnih gradskih vrata. Etimologija imena kule proizlazi iz činjenice da je kula bila najjači dio gradskog sustava utvrda sa zidovima promjera 25 metara, visine 20 metara i debljine do 5 metara. Osim što je služila kao središte obrane gradske luke, imala je i cilj impresionirati posjetitelje koji su dolazili u grad morem.
Smještena je u Pikk tänav (hrv. "ulica Pikk") i zajedno sa Suur Rannavärav (hrv. "Velika obalna vrata"), gradskim vratima iz 16. stoljeća okruženim s dvije pomoćne obrambene kule, bila je okosnica obrane tallinnske luke. S vremenom gubi na važnosti i mijenja svrhu. Korištena je kao skladište baruta i oružja, a potom je pretvorena u zatvor. Tijekom revolucije 1917. bila je i poprištem nasilja, kada je gomila radnika, vojnika i mornara ubila zatvorske čuvare. Dvadesetih godina 20. stoljeća postojali su planovi da se kula pretvori u dom umjetnika. Kula je renovirana u razdoblju od 1978. do 1981. kada je u njoj smješten Pomorski muzej.